# Zapora Grand Coulee

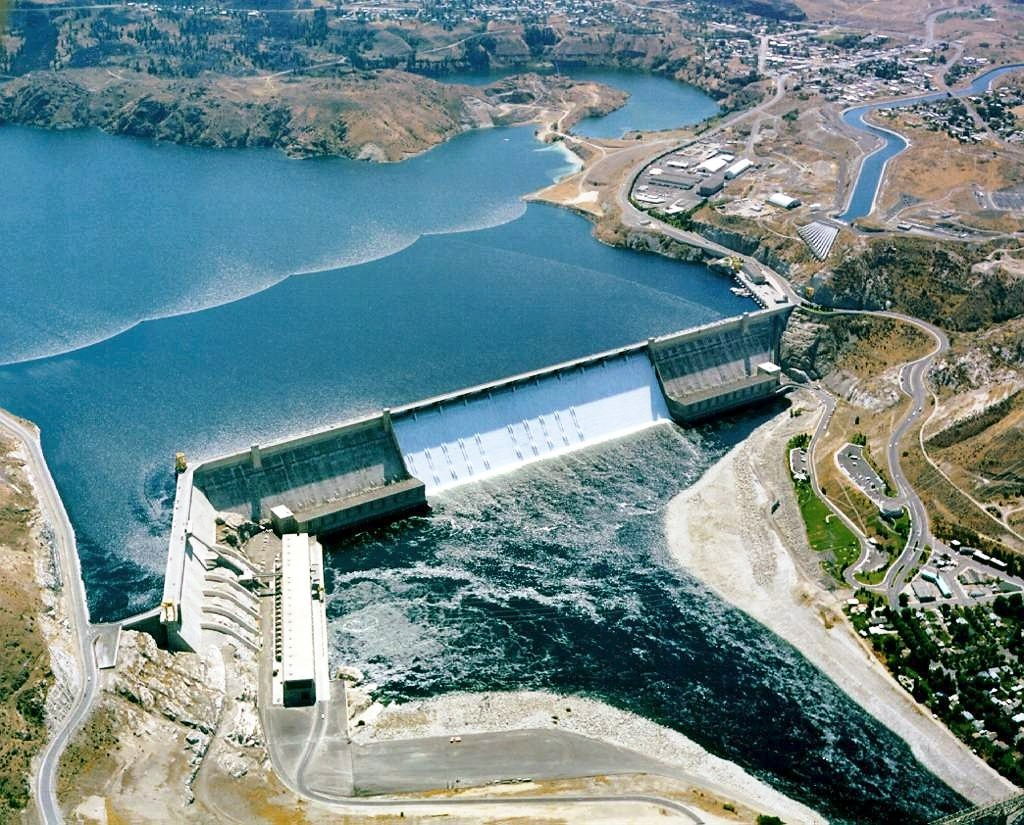
Widok na zaporę

Grand Coulee – zapora wodna w USA na rzece Kolumbii, w stanie Waszyngton.
Budowę zapory zrealizowano w latach 1933-1942 kosztem 168 milionów dolarów.
Zapora ta ma 167 metrów wysokości i 1300 metrów długości. Elektrownia wodna ma moc około 7 gigawatów.
Konsekwencją budowy zapory stało się powstanie wielkiego sztucznego zbiornika wodnego, zwanego Jeziorem Roosevelta, o pojemności 11,6 miliarda m³. Wymusiło to przesiedlenie około trzech tysięcy osób, należących w większości do miejscowych plemion indiańskich Colville i Spokane.